# André Duchesne
André Duchesne (manchmal auch Du Chesne, latinisiert Andreas Chesneus, Andreas Quercetanus oder Andreas Querneus, * Mai 1584 in L’Île-Bouchard; † 30. Mai 1640 in Paris) war ein französischer Geograph und Historiker. Er wird allgemein als Vater der französischen Geschichtsschreibung angesehen.
Duchesne studierte in Loudun und später in Paris. Seine erste Arbeit war Egregiarum seu selectarum lectionum et antiquitatum liber, die in seinem 17. Lebensjahr veröffentlicht wurde. 22-jährig übersetzte er Juvenal. Er profitierte von der Unterstützung durch Kardinal Richelieu, der aus der gleichen Region stammte wie er und durch dessen Einfluss er zum königlichen Historiographen und Geographen ernannt wurde. Er starb 1640, nachdem er auf dem Weg von Paris in sein Landhaus in Verrières unter einen Wagen gekommen war.
Die Arbeiten Duchesnes sind zahlreich und vielfältig. Außer seinen Publikationen hinterließ er mehr als 100 Foliobände mit handschriftlichen Notizen, die in der Bibliothèque nationale de France aufbewahrt werden.
- Les Antiquités et recherches de la grandeur et majesté des rois de France (Paris 1609)
- Les Antiquités et recherches des villes, châteaux, &c., de toute la France (Paris 1609)
- Histoire d’Angleterre, d’Écosse, et d'Irlande (Paris 1614)
- Bibliothèque des auteurs qui ont écrit l’histoire et la topographie de la France (1618)
- Histoire des Papes jusqu’à Paul V (Paris 1619)
- Histoire des rois, ducs, et comtes de Bourgogne (1619–1628, 2 Foliobände)
- Historiae Normanorum scriptores antiqui (1619, Folio, heute die einzige Quelle für einige der darin enthaltenen Texte)
- Historiae Francorum scriptores (5 Foliobände, 1636–1649). Dieses Werk sollte 24 Bände umfassen und die erzählenden Quellen zur französischen Geschichte des Mittelalters enthalten. Lediglich zwei Bände wurden vom Autor veröffentlicht, drei weitere von seinem Sohn, der Rest blieb unvollendet.

Darüber hinaus publizierte Duchesne eine große Anzahl von Familiengeschichten und Genealogien des Adels, von denen die zum Haus Montmorency als die beste gilt. Außerdem gab er die Werke von Abälard (1616), Alain Chartier (1617) und Alkuin sowie die Briefe von Étienne Pasquier (1619) heraus.
Einige seiner wichtigsten Arbeiten wurden von seinem einzigen Sohn François Duchesne (1616–1693) fortgeführt, der auch sein Nachfolger als königlicher Historiograph wurde. Zwei Werke André Duchesnes, die Histoire des tous les cardinaux français (2 Bände, 1660–1666) und die Histoire des chanceliers et gardes des sceaux de France (1630) wurden erst von François publiziert.